# Synaldis glabrifovea
Synaldis glabrifovea är en stekelart som beskrevs av Fischer 1967. Synaldis glabrifovea ingår i släktet Synaldis och familjen bracksteklar. Inga underarter finns listade i Catalogue of Life.